# Lista chorążych reprezentacji Południowej Afryki na igrzyskach olimpijskich
Lista chorążych reprezentacji Południowej Afryki na igrzyskach olimpijskich – lista zawodników i zawodniczek reprezentacji Południowej Afryki, którzy podczas ceremonii otwarcia nowożytnych igrzysk olimpijskich nieśli flagę Południowej Afryki.

## Chronologiczna lista chorążych
| Lp. | Rok i miejsce        | Chorąży             | Dyscyplina            |
| --- | -------------------- | ------------------- | --------------------- |
| 1   | 1904, Saint Louis    | b.d.                |                       |
| 2   | 1908, Londyn         | Doug Stupart        | Lekkoatletyka         |
| 3   | 1912, Sztokholm      | b.d.                |                       |
| 4   | 1920, Antwerpia      | b.d.                |                       |
| 5   | 1924, Paryż          | b.d.                |                       |
| 6   | 1928, Amsterdam      | b.d.                |                       |
| 7   | 1932, Los Angeles    | Harry Hart          | Lekkoatletyka         |
| 8   | 1936, Berlin         | Clarke Scholtz      | Lekkoatletyka         |
| 9   | 1948, Londyn         | b.d.                |                       |
| 10  | 1952, Helsinki       | Schalk Booysen      | Lekkoatletyka         |
| 11  | 1956, Melbourne      | b.d.                |                       |
| 12  | 1960, Squaw Valley   | b.d.                |                       |
| 13  | 1960, Rzym           | Manie van Zyl       | Zapasy                |
| 14  | 1992, Barcelona      | Jan Tau             | Lekkoatletyka         |
| 15  | 1994, Lillehammer    | Dino Quattrocecere  | Łyżwiarstwo figurowe  |
| 16  | 1996, Atlanta        | Masibulele Makepula | Boks                  |
| 17  | 1998, Nagano         | Shirene Human       | Łyżwiarstwo figurowe  |
| 18  | 2000, Sydney         | Hezekiel Sepeng     | Lekkoatletyka         |
| 19  | 2002, Salt Lake City | Alexander Heath     | Narciarstwo alpejskie |
| 20  | 2004, Ateny          | Mbulaeni Mulaudzi   | Lekkoatletyka         |
| 21  | 2006, Turyn          | Alexander Heath     | Narciarstwo alpejskie |
| 22  | 2008, Pekin          | Natalie du Toit     | pływanie              |
| 23  | 2010, Vancouver      | Oliver Kraas        | Biegi narciarskie     |
| 24  | 2012, Londyn         | Caster Semenya      | Lekkoatletyka         |
| 25  | 2016, Rio de Janeiro | Wayde van Niekerk   | Lekkoatletyka         |
| 26  | 2018, Pjongczang     | Connor Wilson       | Narciarstwo alpejskie |
| 27  | 2020, Tokio          | Phumelela Mbande    | Hokej na trawie       |
| 27  | 2020, Tokio          | Chad le Clos        | pływanie              |